# Saint-Salvy
 Saint-Salvy  es una población y comuna francesa, en la región de Aquitania, departamento de Lot y Garona, en el distrito de Agen y cantón de Port-Sainte-Marie.

## Demografía
| 219 | 177 | 171 | 155 | 166 | 187 |
| Para los censos de 1962 a 1999 la población legal corresponde a la población sin duplicidades (Fuente: INSEE [Consultar]) |     |     |     |     |     |